# 존 수랏

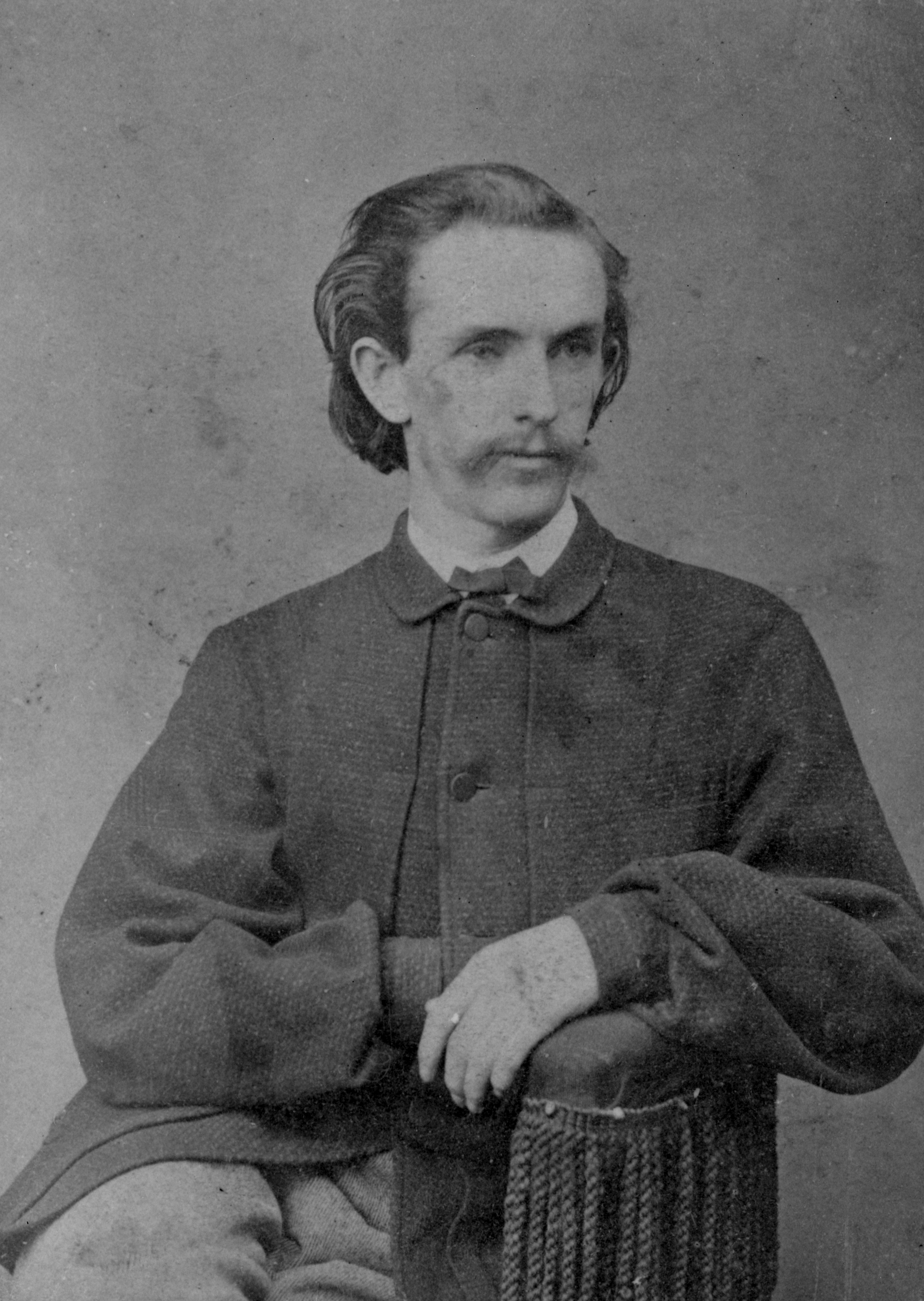
1868년의 존 서랫

존 해리슨 서랫 주니어(John Harrison Surratt, Jr., 영어 발음: /səˈræt/ 혹은 서랏 영어 발음: /səˈrɑːt/, 1844년 4월 13일 ~ 1916년 4월 21일)은 링컨 대통령 납치 사건 음모로 기소된 인물이며, 링컨 대통령 암살 사건과 연계를 의심받았던 인물이었다. 그의 어머니 메리 서랫은 암살 공모로 기소되어 미국 연방 정부에 의해 교수형을 언도받았다. 그녀의 하숙집에서 부스와 동료들이 계획을 세우고 공모를 했다. 존 해리슨 서랫 주니어는 암살 직후 나라를 떠남으로써 체포를 모면했다. 그가 미국으로 돌아왔을 때 대부분의 혐의에 대해서 시효가 만료되었으며, 그는 기소되지 않았다.